# 科尔伯莫尔
科尔伯莫尔是德国巴伐利亚州的一个市镇。总面积19.84平方公里，总人口18119人，其中男性8884人，女性9235人（2011年12月31日），人口密度913人/平方公里。